# Ampang Kuranji
Ampang Kuranji is een bestuurslaag in het regentschap Dharmasraya van de provincie West-Sumatra, Indonesië. Ampang Kuranji telt 4348 inwoners (volkstelling 2010).